# Orstomaleyrodes fimbriae
Orstomaleyrodes fimbriae ist eine Mottenschildlaus aus der Familie der Aleyrodidae.

## Merkmale
Wie typisch für die Familie, wurde die Art anhand des immobilen letzten Nymphenstadiums (Puppe oder Puparium genannt) beschrieben. Die geflügelten Imagines sind unbekannt.
Das Puparium von Orstomaleyrodes fimbriae erreicht 0,7 bis 1 Millimeter Länge bei 0,5 bis 0,75 Millimeter Breite. Es ist im Umriss grob breitoval, mit merklicher Ausrandung (Verbreiterung) in Höhe des ersten Abdominalsegments. Der Rand ist ringsum auffallend gezähnt, jeder Zahn ist etwa doppelt so lang wie breit. Die paarweisen Randborsten sind am Vorder- wie am Hinterrand ausgebildet, Submarginalborsten fehlen ganz. Im Kopfbereich tragen sie auf der Oberseite ein Paar deutliche Tuberkel, mit einer Kante von dort bis zum Rand, ähnliche Tuberkel sitzen auf dem zweiten, dritten und siebten Abdominalsegment, diese mit einer deutlichen Pore. Eine weitere Pore, auf einem viel kleineren Tuberkel im Kopfbereich. Die quere Häutungsnaht ist stark gebogen. Die grubenförmige Einsenkung („vasiform orifice“) um den Anus an der Spitze des Hinterleibs ist beinahe kreisrund, mit einem längsrechteckigen Deckel (Operculum), der die Lingula vollständig bedeckt. Die sklerotisierte Mittellinie des Abdomens (Rhachis), die Tuberkel und Kanten der Oberseite sind in unterschiedlichem Ausmaß abgesetzt dunkel, bis schwarz, gefärbt.

## Vorkommen
Die Mottenschildlaus kommt in West- und Zentralafrika vor, Funde liegen aus Angola, Kamerun, dem Tschad, Kongo, Ghana, der Elfenbeinküste und Nigeria vor. als Wirtspflanzen wurden bisher angegeben: Tecoma stans Bignoniaceae; Combretum bracteatum Combretaceae; Baphia nitida, Senna siamea (syn. Cassia simaea), Newtonia glandulifera Fabaceae; Caloncoba welwitschii Achariaceae; Paullinia pinnata Sapindaceae; Celtis milbraedii Ulmaceae.

## Systematik und Nomenklatur
Orstomaleyrodes fimbriae wurde im Jahr 1965 von Laurence A. Mound als Aleuroplatus fimbriae wissenschaftlich erstbeschrieben. 1966 stellte François Cohic für sie eine neue Gattung Orstomaleyrodes auf, deren einzige Art sie ist.